# Ailuk
Ailuk (deutsch veraltet: Krusensterninseln) ist ein Atoll der Ratak-Kette der Marshallinseln. Das Atoll hat eine Landfläche von 5,36 km² bei einer Lagunenfläche von 177 km². Zur Volkszählung 2021 lebten 235 Einwohner auf dem Atoll.
55 der 57 Atollinseln liegen am östlichen Atollrand aufgereiht wie an einer Perlenschnur. Die zwei übrigen Inseln liegen vergleichsweise isoliert an der Südseite des Atolls (Enije) und an der Westecke (Alkilwe oder Aglue).
Die wichtigsten Inseln des Atolls waren 1988 noch alle bewohnt (10), mit jeweils einem Dorf. 1999 waren nur noch sieben Inseln bewohnt (im Uhrzeigersinn, beginnend im Norden):
| Insel                | Bevölkerung 1988 | Bevölkerung 1999 |
| -------------------- | ---------------- | ---------------- |
| Kapen                | 14               | 7                |
| Enejabrok (Enijabro) | 43               | 22               |
| Enejelar             | 55               | 5                |
| Biken (Bigen)        | 8                | 13               |
| Ajelep (Ageleb)      | 4                | 4                |
| Aliej (Aliet)        | 14               | 11               |
| Barorkan (Bererjan)  | 3                | –                |
| Marib (Maribw)       | 8                | –                |
| Ailuk                | 333              | 451              |
| Alkilwe (Aglue)      | 6                | –                |
| Ailuk Atoll          | 488              | 513              |

Die Bevölkerung konzentriert sich zunehmend auf der Hauptinsel Ailuk im Südosten. 1988 wohnten dort 68 Prozent der Atollbevölkerung, 1999 schon fast 88 Prozent.
Es gibt insgesamt drei schiffbare Passagen in die Lagune. Diese liegen im Nordwesten zwischen Alkilwe und Kapen, von Nord nach Süd: Eneneman, Marok und Erappu. Letztere ist die beste Passage. Eine kleinere Passage mit dem Namen Enije Channel liegt zwischen den Inseln Enije und Alkilwe im Südwesten.